# Federico Bernardeschi
Federico Bernardeschi (fedeˈriko bernarˈdeski; nascut el 16 de febrer de 1994) és un futbolista professional italià que juga com a davanter o migcampista pel Bologna Football Club 1909 i per la selecció italiana. Bernardeschi va començar la seva carrera professional amb la Fiorentina el 2013, club on ha jugat des de llavors, llevat d'una cessió al FC Crotone la temporada 2013–14. A nivell internacional, ha representat Itàlia en categories inferiors per edats, i va debutar amb la selecció absoluta el 2016, quan fou membre de la seva selecció participant en l'Eurocopa 2016; de fet, va ser campió d'Europa amb el seu país al Campionat d'Europa de futbol (edició 2020 celebrada al 2021), marcant un penal decisiu en la tanda de penals en la final del torneig contra l'amfitriona Anglaterra.
És reconegut per la seva tècnica i classe amb la pilota i execució de xuts i centrades.

## Estadístiques

### Club
A 15 maig 2016
| Club           | Temporada | Lliga   | Lliga | Copa    | Copa | Europa  | Europa | Altres  | Altres | Total   | Total |
| Club           | Temporada | Partits | Gols  | Partits | Gols | Partits | Gols   | Partits | Gols   | Partits | Gols  |
| -------------- | --------- | ------- | ----- | ------- | ---- | ------- | ------ | ------- | ------ | ------- | ----- |
| FC Crotone     | 2013–14   | 39      | 12    | 0       | 0    | —       | —      | —       | —      | 39      | 12    |
| FC Crotone     | Total     | 39      | 12    | 0       | 0    | —       | —      | —       | —      | 39      | 12    |
| ACF Fiorentina | 2014–15   | 7       | 1     | 0       | 0    | 3       | 2      | —       | —      | 10      | 3     |
| ACF Fiorentina | 2015–16   | 33      | 2     | 1       | 0    | 7       | 4      | —       | —      | 41      | 6     |
| ACF Fiorentina | Total     | 40      | 3     | 1       | 0    | 10      | 6      | —       | —      | 51      | 9     |
| Total          | Total     | 79      | 15    | 1       | 0    | 10      | 6      | —       | —      | 90      | 21    |

1. 1 2  Tots els partits a l'Europa League

### Internacional
A 1 juny 2022
| 2016  | 7  | 0 |
| 2017  | 6  | 1 |
| 2018  | 3  | 1 |
| 2019  | 8  | 2 |
| 2020  | 3  | 1 |
| 2021  | 11 | 1 |
| 2022  | 1  | 0 |
| Total | 39 | 6 |

## Palmarès
Juventus FC
- 3 Lligues italianes: 2017-18, 2018-19, 2019-20
- 2 Copes italianes: 2017-18, 2020-21
- 2 Supercopes italianes: 2018, 2020

Selecció italiana
- 1 Eurocopa: 2020

### Individual
- Premi AIAC Football Leader Sub-21: 2015–16[2]
- Equip del torneig de la Eurocopa sub-21: 2017